# Codici postali dell'Albania
I codici postali usati in Albania sono conosciuti come Kodet postare. 
Essi sono costituiti da 4 cifre: 2 cifre indicano la controllata a livello distrettuale, mentre il secondo 2 cifre definiscono l'ufficio postale che serve una specifica unità amministrativa in un livello comunale o municipale. Il codice postale è stato introdotto in Albania l'11 ottobre 2006.

## Codici postali per distretto
- 1000 Distretto di Tirana
- 1500 Distretto di Croia
- 2000 Distretto di Durazzo
- 2500 Distretto di Kavajë
- 3000 Distretto di Elbasan
- 3300 Distretto di Gramsh
- 3400 Distretto di Librazhd
- 3500 Distretto di Peqin
- 4000 Distretto di Scutari
- 4300 Distretto di Malësi e Madhe
- 4400 Distretto di Pukë
- 4500 Distretto di Alessio
- 4600 Distretto di Mirditë
- 4700 Distretto di Kurbin
- 5000 Distretto di Berat
- 5300 Distretto di Kuçovë
- 5400 Distretto di Skrapar
- 6000 Distretto di Argirocastro
- 6300 Distretto di Tepelenë
- 6400 Distretto di Përmet
- 7000 Distretto di Coriza
- 7300 Distretto di Pogradec
- 7400 Distretto di Kolonjë
- 8000 Distretto di Mat
- 8300 Distretto di Dibër
- 8400 Distretto di Bulqizë
- 8500 Distretto di Kukës
- 8600 Distretto di Has
- 8700 Distretto di Tropojë
- 9000 Distretto di Lushnjë
- 9300 Distretto di Fier
- 9400 Distretto di Valona
- 9700 Distretto di Saranda
- 1700 Transit
- 1800 SME